# Nuevo Estadio Los Pajaritos
Il Nuevo Estadio Los Pajaritos (spagnolo per Nuovo Stadio i Passerotti) è uno stadio di calcio situato a Soria, Spagna, sede tradizionale del Numancia. Il nome deriva dal quartiere in cui si trova: Los Pajaritos.

## Storia
Inaugurato nel 1999, ha ospitato quattro stagioni del Club Deportivo Numancia de Soria in Primera Division. Lo stadio è noto per il freddo invernale durante le partite del club.
È da segnalare che l'impianto appartiene al Consiglio cittadino e non al club che ne fa uso.
Con l'ultima promozione in prima divisione ottenuta dalla squadra, fu allargato lo spazio tra le tribune e il campo di gioco, riducendo così la capienza agli attuali 9.025 spettatori.